# Bisdom Benguela
Het bisdom Benguela (Latijn: Dioecesis Benguelensis) is een rooms-katholiek bisdom met als zetel Benguela, in Angola. Het bisdom is suffragaan aan het aartsbisdom Huambo. 

## Geschiedenis
Het bisdom werd opgericht op 6 juni 1970, uit delen van het bisdom Nova Lisboa, en was suffragaan aan het aartsbisdom Luanda. Op 3 februari 1977 veranderde het van kerkprovincie en werd suffragaan aan het aartsbisdom Huambo. Op 1 augustus 2024 verloor het gebied bij de oprichting van het bisdom Ganda. 

## Parochies
Het bisdom had in 2024 een oppervlakte van 20.780 km2 en telde 1.960.070 inwoners waarvan 78,6% rooms-katholiek was.

## Bisschoppen
- Armando Amaral Dos Santos (6 juni 1970 - 14 oktober 1973)
- Oscar Lino Lopes Fernandes Braga (20 november 1974 - 18 februari 2008)
- Eugenio Dal Corso (18 februari 2008 - 26 maart 2018; kardinaal in 2019)
- António Francisco Jaca (26 maart 2018 - heden)
  - Estêvão Binga (hulpbisschop: 3 november 2021 - 1 augustus 2024)

## Galerij van afbeeldingen

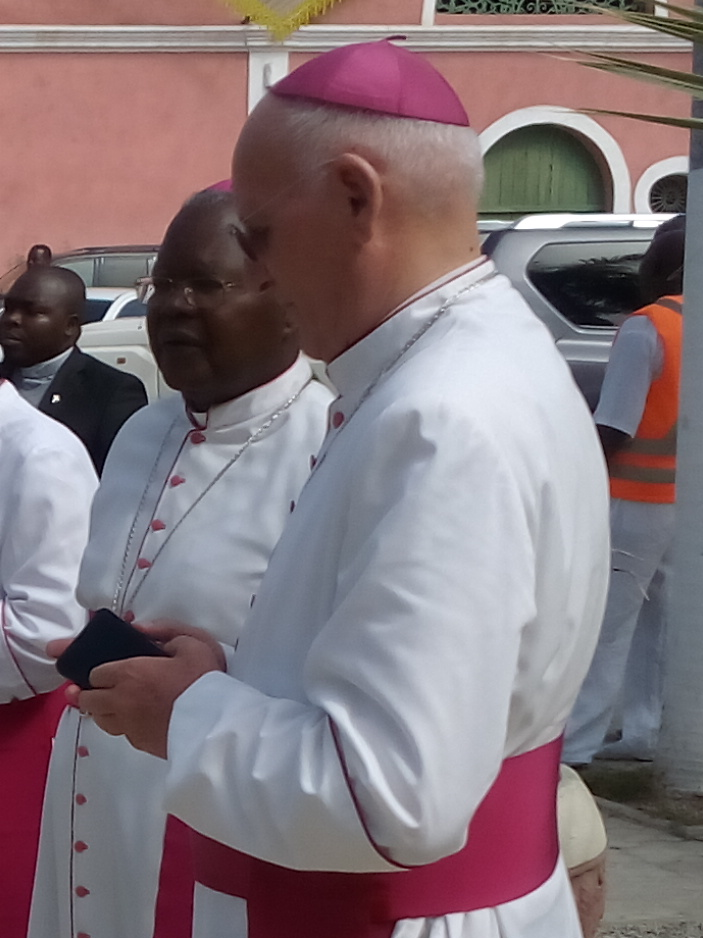
Bisschop Eugenio Dal Corso (2008-2018), kardinaal in 2019